# Charles Hobhouse
Pour les articles homonymes, voir Hobhouse.
Charles Edward Henry Hobhouse (30 juin 1862 - 26 juin 1941) est un homme politique libéral britannique et un officier de la Force territoriale . Il est membre du cabinet libéral de Herbert Henry Asquith entre 1911 et 1915.

## Jeunesse et éducation
Fils aîné de Sir Charles Parry Hobhouse, 3e baronnet, il fait ses études au Collège d'Eton et à Christ Church, Oxford, puis fréquente le Collège militaire de Sandhurst .

## Carrière militaire
Il est commissionné à Sandhurst comme lieutenant dans le King's Royal Rifle Corps (KRRC) le 23 août 1884 et sert avec le régiment jusqu'à sa démission de l'armée régulière le 7 mai 1890 pour entrer en politique. Cependant, il est devenu capitaine dans le 7e Bataillon à temps partiel, KRRC, (la 2e Milice royale du Middlesex) le 17 avril 1897. Lorsqu'un nouveau 3e bataillon de volontaires du Gloucestershire Regiment est formé à Bristol pendant la seconde guerre des Boers, il est nommé commandant de l'unité, avec le grade de lieutenant-colonel le 5 avril 1903. Il continue à jouer ce rôle lorsque le bataillon est devenu le 6e bataillon du Gloucestershire Regiment dans la Force territoriale en 1908 . Hobhouse se retire du commandement le 5 avril 1911  mais à la mort du 6e colonel honoraire des Gloucesters, Frederick Roberts, peu de temps après le déclenchement de la Première Guerre mondiale, il est nommé pour lui succéder le 24 décembre 1914 . Hobhouse est resté le 6e colonel honoraire des Gloucesters pour le reste de sa vie, le bataillon étant converti en 44e régiment royal de chars en 1938 .

## Carrière politique
Hobhouse tente pour la première fois de se faire élire dans le nord du Buckinghamshire. Il est député libéral pour Devizes entre 1892 et 1895 et pour Bristol East entre 1900 et 1918 . Il est Secrétaire parlementaire privé au Colonial Office de 1892 à 1895 et commissaire aux domaines de l'Église de 1906 à 1907.
Il occupe son premier poste ministériel en 1907 lorsque Henry Campbell-Bannerman le nomme Sous-secrétaire d'État à l'Inde, puis est dans le gouvernement d'Herbert Henry Asquith en tant que secrétaire financier du Trésor de 1908 à 1911. Il est Chancelier du duché de Lancastre entre 1911 et 1914 et maître des postes entre 1914 et 1915. En 1909, il est admis au Conseil privé. En dehors de sa carrière dans la politique nationale, Hobhouse est échevin du comté de Wiltshire de 1893 à 1924. Il succède à son père comme quatrième baronnet en 1916.
Lors des Élections générales britanniques de 1918, il perd son siège, tout comme Asquith, McKenna, Runciman, Simon, Samuel et McKinnon Wood. En 1922, Hobhouse décide de se présenter à nouveau dans le nord du Buckinghamshire, mais est balayé par les candidats conservateurs et travaillistes. Comme la plupart des libéraux l'ont constaté, leur parti et leurs principes battaient en retraite.
Hobhouse, longtemps associé à Bristol, est nommé président de la Fédération libérale des comtés de l'Ouest de 1924 à 1935 et président de la Fédération libérale nationale de 1926 à 1930.

## Vie privée
L'épouse de Sir Charles Hobhouse, Lady Nina est décédée en 1927. Il s'est marié de nouveau avec Aimee Gladys Brendon. Ils ont vécu à Monkton Farleigh jusqu'à sa mort le 26 juin 1941, à l'âge de 78 ans.